# Kubo Shunman
Kubo Shunman (窪 俊 満?   1757–26 de octubre de 1820) fue un artista y escritor japonés. Produjo grabados y pinturas de estilo ukiyo-e, novelas gesaku y poesía kyōka y haiku.

## Biografía
Shunman nació alrededor de 1757 con el apellido Kubo (窪) o Kubota (窪 田) y el nombre de pila Yasubei (易 兵衛 o 安 兵衛). Quedó huérfano cuando era joven. Estudió con Katori Nahiko, un poeta, erudito kokugaku y pintor al estilo del chino Shen Quan. Más tarde también estudió con el artista de ukiyo-e Kitao Shigemasa.
Al terminar su aprendizaje tomó el nombre artístico Shunman (primero deletreado 春 満, luego 俊). Otros nombres que usó incluyen Shōsadō (尚 左 堂) y Sashōdō (左 尚 堂), los cuales usan el carácter 左 ("sa"), que significa "izquierda", ya que era zurdo. Al principio de su carrera publicó como novelista gesaku bajo los nombres de Nandaka Shiran (南 陀 伽 紫 蘭) y Kizandō (黄山堂), como poeta kyōka bajo el nombre de Hitofushi Chitsue (一 節 千 杖), y como poeta haiku bajo el nombre (塩 辛 房). Tenía un gran sentido de la belleza y se dedicó al mundo de la búsqueda de placer.

## Carrera artística
Las primeras obras de Shunman datan de 1774: entre ellas, una placa votiva copiada de Nahiko. Sus obras incluyen algunas impresiones ukiyo-e, ilustraciones de libros, pinturas, novelas ilustradas y poesía. Fue el productor de pinturas más prolífico de la escuela de Kitao; más de 70 de sus obras sobreviven en la actualidad.
Sus grabados más conocidos provienen de la era Tenmei (1781-1789) hasta la de Kansei (1789–1801), cuando Shunman tendió a colores atrevidos y floridos en sus grabados y se adhería al beni-girai ("odio al rojo"), tendencia que evita el bermellón y otros colores llamativos. Sus retratos bijin-ga de bellezas seguía menos el estilo de su maestro Shigemasa que el de las señoritas largas y esbeltas de Torii Kiyonaga.
Shunman era miembro de los clubes de poetas Bakuro-ren y Rokujuen, y se convirtió en jefe de Bakuro-ren. Dejó de diseñar grabados comerciales en 1790 para centrarse en grabados de lujo. Proporcionó poesía para los grabados de Hokusai, Utamaro y Eishi.

Obras de Kubo Shunman
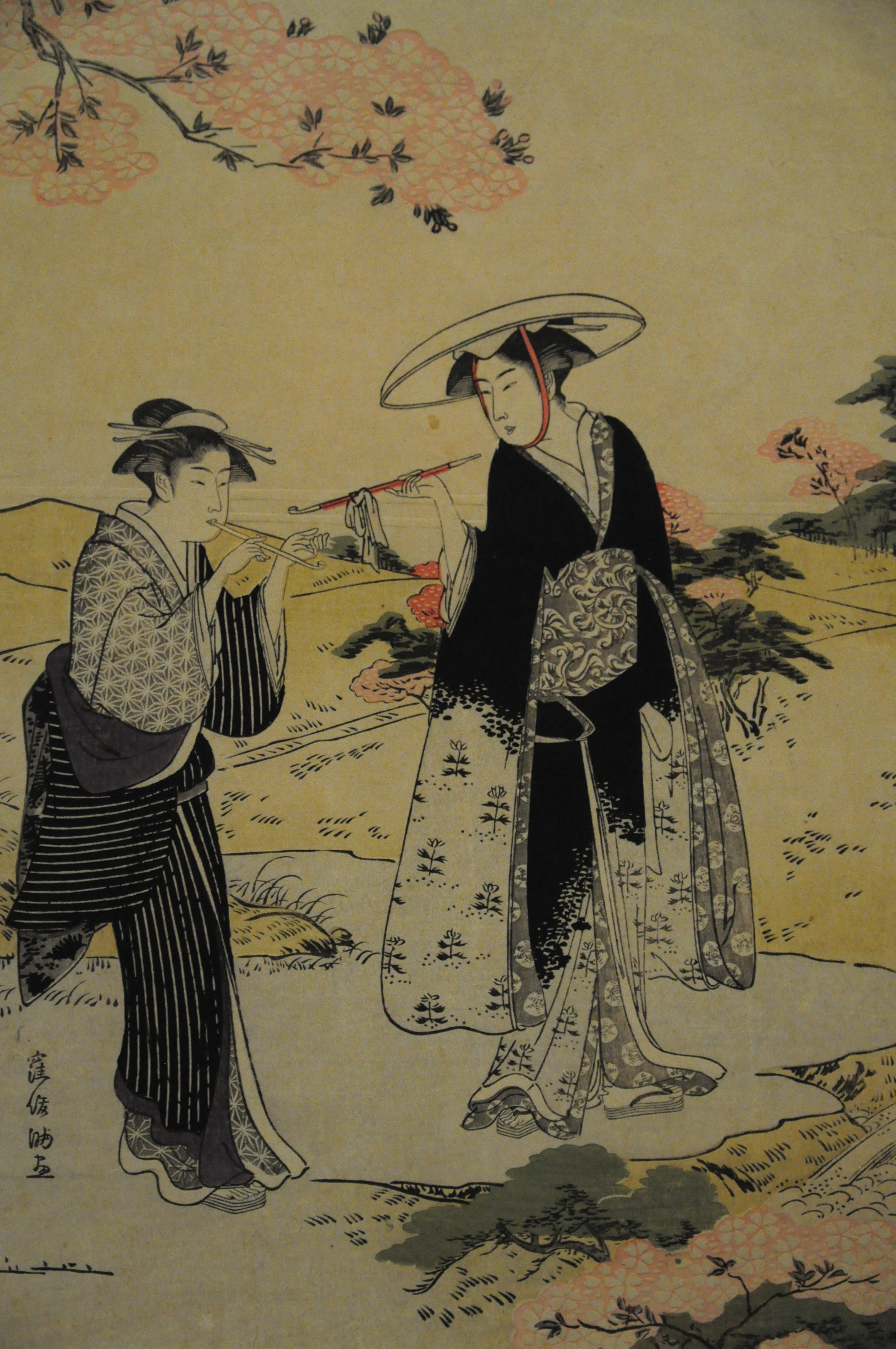
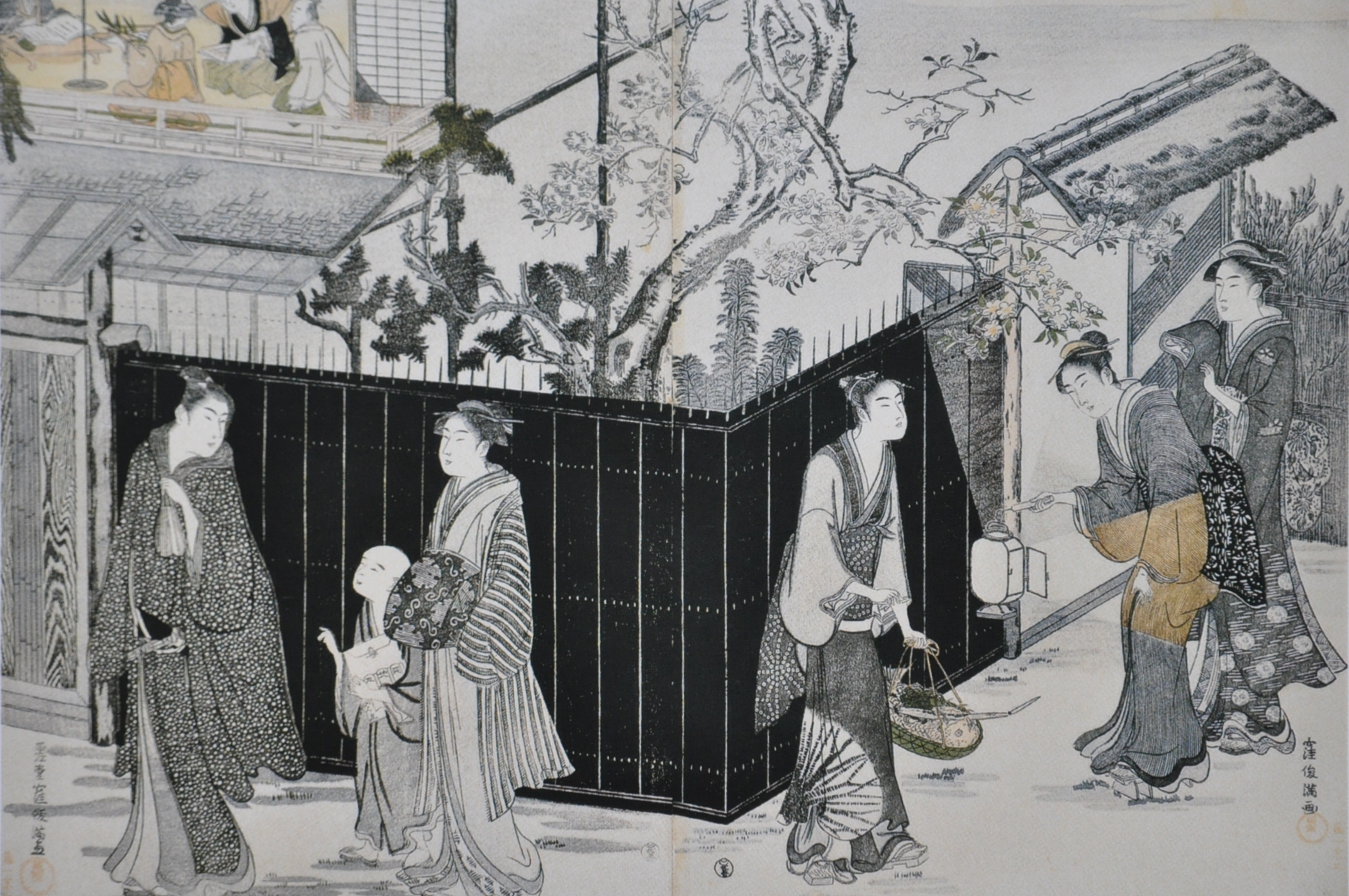
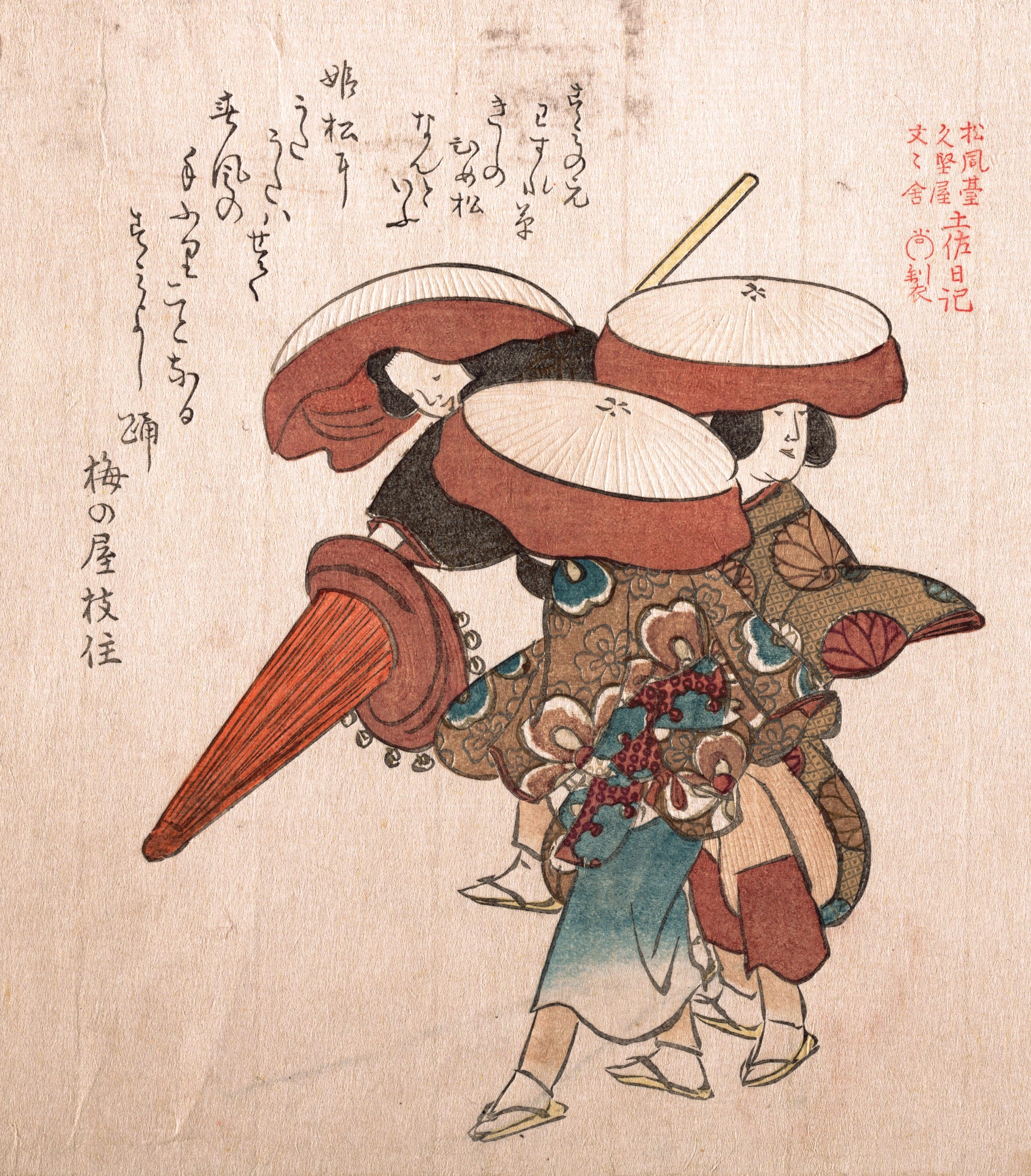
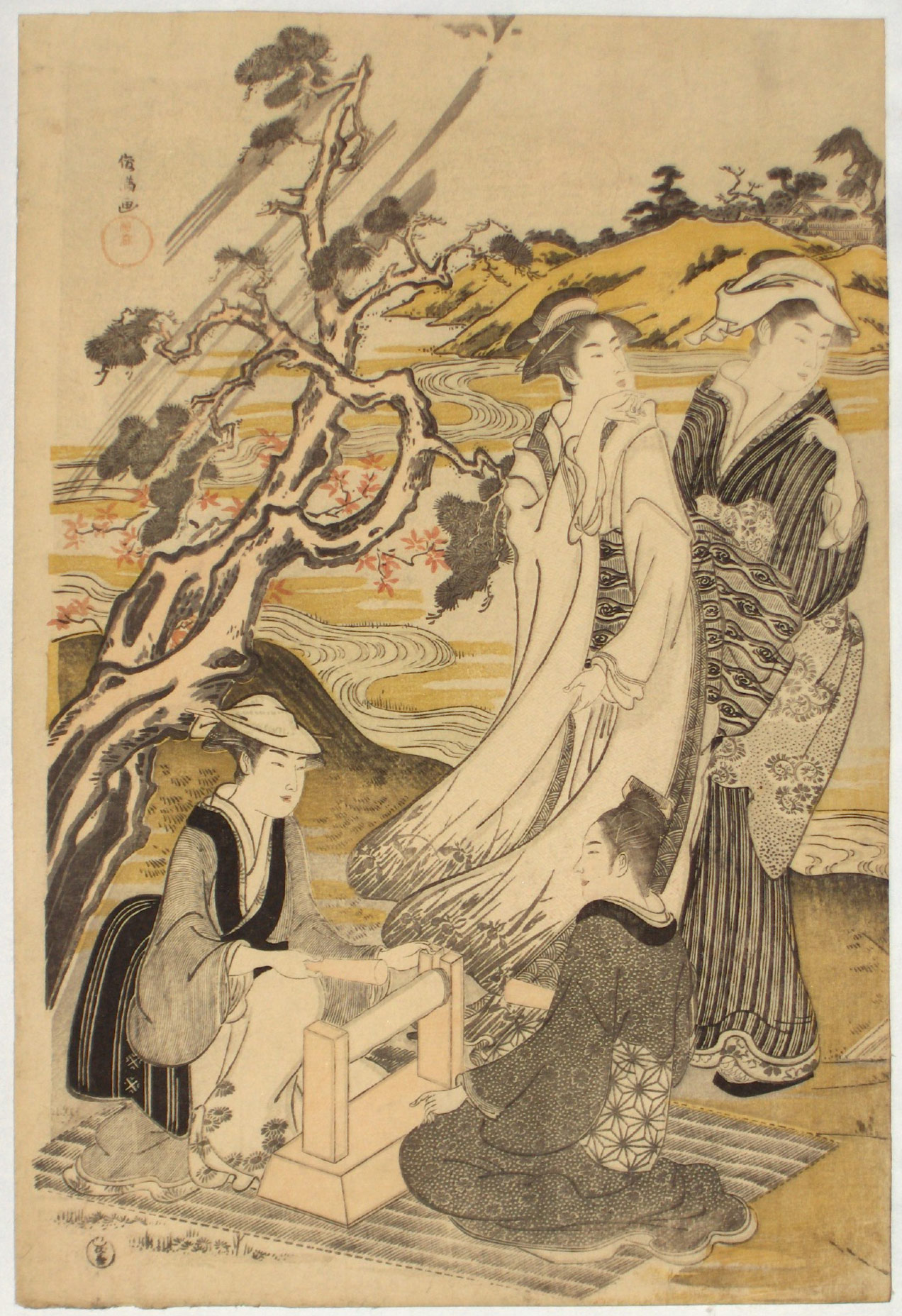